# 2009 في السودان
فيما يلي الأحداث التي وقعت خلال عام 2009 في السودان.

## الحكم
- الرئيس: عمر البشير
- نائب الرئيس:
  - سلفا كير ميارديت (الأول)[1]
  - علي عثمان طه (الثاني)[2]

## أحداث
- 15 مايو - اتهم السودان تشاد بتفجير قصفين جويين على أراضيها قامت به الحكومة التشادية لمهاجمة قواعد الجماعات المتمردة التشادية في السودان.